# ماینلیر کلاس پانسیو
ماینلیر کلاس پانسیو (به انگلیسی: Pansio-class minelayer) یک کلاس از کشتی است که طول آن 43 m می‌باشد.